# 劉遵義
劉遵義，GBS，JP（1944年12月12日—），香港經濟學家，籍貫廣東汕頭潮阳，生於中國貴州遵義，成長於香港。劉遵義的母親志賢是已故中華民國監察院院長于右任姪女，妻子是香港已故歌手張國榮的外甥女麥嘉軒。他自2004年7月1日出任香港中文大學校長至2010年6月，並於2009年1月21日起出任香港行政會議非官守成員。他也是第十一屆全國政協經濟委員會委員。2010年7月1日，剛卸任中大校長的劉遵義，即就任中國中信集團公司轄下的中信資本控股有限公司副董事長。他也是中華民國中央研究院院士。刘遵义教授现任香港中文大学（深圳）高等金融研究院理事会主席。

## 簡歷

### 家庭背景
劉遵義原籍廣東潮陽，生於書香世家，祖父是中國革命家兼教育家劉侯武，父親劉世達曾是台灣省政府顧問及台灣糖業公司董事，母親于志賢是已故中華民國監察院院長于右任的姪女。劉遵義1944年生於貴州遵義，上有1兄，下有3弟，其中長兄劉大均於美國三藩市任職建築師。因為出生之日正值抗日戰事伸延至貴州遵義，所以劉遵義的外祖父、中國近代書法家于右任在抵達重慶後為劉遵義取名「遵義」。

### 學術
劉遵義在香港接受教育，就讀聖公會幼稚園及聖保羅男女中學附屬小學，1956年小六畢業兼獲得免費中學學額，1961年畢業於聖保羅男女中學中五年級，於同年英文中學會考中考獲九優一良成績（九優科目為英文、數學、物理、化學、生物、地理、歷史、中國文學及聖經科，良等科目為中文科），是該屆公開試考生中成績最佳者。他後來在1961年8月負笈美國，1964年取得史丹福大學物理理學士學位，並先後於1966年及1969年取得加州大學柏克萊分校的經濟學文學碩士和經濟學哲學博士學位（1967年獲准修讀博士）。當年劉遵義僅以20多個月時間取得四年學士學分。
劉遵義自1966年起任教於史丹福大學經濟系，1976年晉升為講座教授，1992年出任該系首任李國鼎經濟發展講座教授。他於1992年至1996年間擔任史丹福大學亞太研究中心的共同主任(Co-Director)；1997年至1999年間出任史丹福經濟政策研究所主任；2006年獲史丹福大學頒授李國鼎經濟發展榮休講座教授銜。2004年起，劉遵義出任香港中文大學校長，任期6年，現兼任香港中文大學藍饒富暨藍凱麗經濟學講座教授。
劉遵義專研經濟發展和經濟增長，以及包括中國在內的東亞經濟。最早之中國計量經濟模型由他於1966年建立，自此他更不斷將之加以改良。劉遵義著有專書五種，曾於學術期刊發表論文一百六十多篇。
劉遵義現為 Phi Beta Kappa學會和 Tau Beta Pi學會會員、計量經濟學會院士、中華民國中央研究院院士、 Conference for Research in Income and Wealth 會員、劍橋大學邱吉爾學院海外院士、中國社會科學院榮譽院士，以及國際歐亞科學院院士。他於1999年獲香港科技大學頒授榮譽社會科學博士學位，2007年獲日本創價大學榮譽博士學位、日本早稻田大學榮譽法學博士學位，2010年獲臺灣國立中央大學榮譽管理學博士學位，2011年獲復旦大學榮譽經濟學博士學位，復於2014年獲香港中文大學榮譽法學博士學位。
劉遵義以其專長服務多所學術機構。他是上海社會科學院的名譽研究員，以及內地多所高等院校和學術機構的名譽教授，包括中國科學院系統科學研究所、吉林大學、南京大學、中國人民大學、汕頭大學、東南大學，以及清華大學經濟管理學院。他現任國際歐亞科學院中國科學中心副主席及中國金融學會副會長，也是國家統計局的國際顧問，以及台北蔣經國國際交流基金的董事會成員。

### 香港中文大學校長
劉遵義擔任香港中文大學校長期間（2004年7月1日－2010年6月），提出把大部分學系改以普通話及英語授課，以增加大學的國際化程度。此外，劉遵義批准了五所新成員書院，以及「校園發展計劃」（最後採納凱達環球方案），以因應2012年香港中文大學本科回復四年制後，學生人數增加的問題。
劉遵義於2010年6月任滿退休，由逸夫書院院長沈祖堯教授擔任中文大學校長。

### 公職
劉遵義亦擔任多項公職，包括中國人民政治協商會議第十一屆全國委員會委員、香港特別行政區政府策略發展委員會委員、廉政公署貪污問題諮詢委員會委員、創新及科技督導委員會委員、外匯基金諮詢委員會及其轄下管治委員會和貨幣發行委員會之委員、授勳評審委員會委員，並於2007年七月獲委任為太平紳士。此外，他也是中信資本控股有限公司副董事長、香港科技園公司董事、中國海洋石油有限公司獨立非執行董事、台灣遠傳電信股份有限公司獨立董事、新光金融控股股份有限公司獨立監察人，以及美國大展集團董事。
2021年7月6日，劉遵義獲委任為香港特別行政區候選人資格審查委員會非官守成員。

## 爭議
劉遵義教授在中大校長任內，有不少決策遭輿論、教職員與學生批評。

### 哭中大事件
2005年初，一篇名為「哭中大」的文章，掀起香港中文大學學生對大學核心課程英語化的反對聲浪，並引發了一連串事件。

### 劉遵義施政監察
一群意圖影響大學發展的校友及同學發起了「劉遵義施政監察」網誌，記錄劉遵義任內受爭議之中大施政。這些人認為中大向董建華授予榮譽法學博士是政治獻媚，所以破天荒地發起針對該校校長的監察組織。劉遵義被中央委任為「全國政協委員」時，「劉遵義施政監察」組織做了紅底白字的「热烈祝贺刘遵义同志荣任全国政协委员」簡體字，目的是嘲諷他「赤裸裸的政治分贓」。

### 中大學生報事件
2007年5月，中大學生會出版的《中大學生報》情色版被指刊登不雅內容，送往淫褻及不雅物品審裁處進行評級。校方在淫審處進行評級前，即召開紀律委員會向全體《中大學生報》出版委員發警告信，指內容不雅及粗鄙違反大學學則，作出嚴重警告，並禁止在校內發佈有關刊物，其後被淫審處暫定評為「不雅」。2008年10月，高等法院推翻淫審處的暫定不雅評級，校方拒絕撤回警告信，並指「同學應注意社會可接受的道德底線，當中沒有任何同學被處分」。

### 拒絕安放新民主女神像

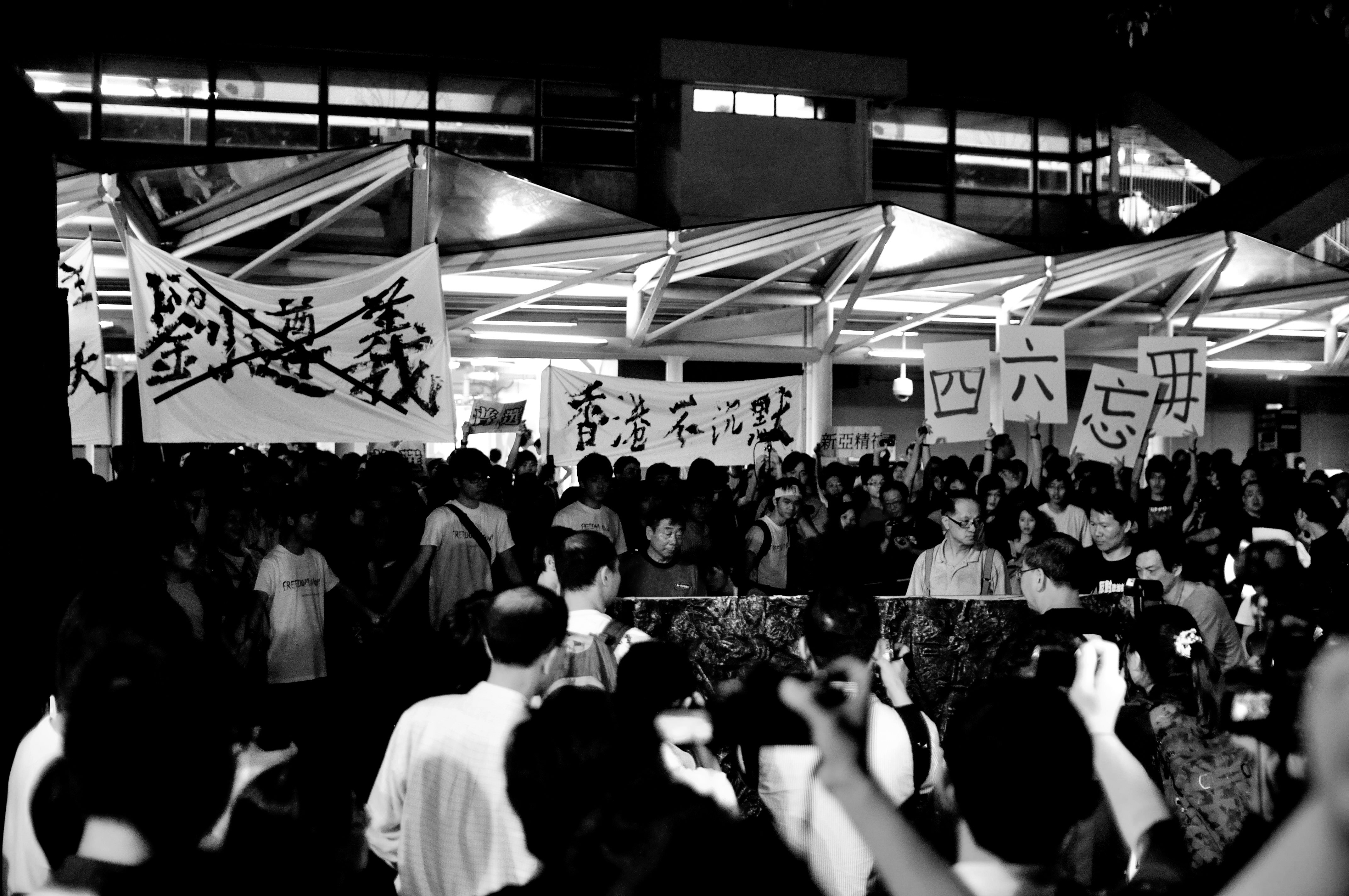
抗議六四與劉遵義

2010年6月（六四事件二十一週年前夕），行將卸任的劉遵義主持中大行政與計劃委員會，以「維持大學政治中立的原則」為由，拒絕讓新民主女神像在校園永久擺放。由於劉的身份是全國政協委員、香港行政會議非官守成員，他聲稱「大學應堅守政治中立」成為一些中大師生員工和社會各界一些人攻擊中大的原因。維園六四燭光晚會之後，中大學生會和數千香港市民迎接民主女神像到中大，並不斷批評劉遵義校長及校方「超錯」。劉則聲稱，雖然他本人有政治立場，但大學校方是政治中立的，於民主女神像一事並沒有政治偏袒。後來的中大校長沈祖堯認為校方處理不當。

### 拖延安放孫中山像
在新民主女神像事件爆發後，中國國民黨創始人、中華民國國父孫中山先生的孫女孫穗芳說，自己在2010年初在中大演講三民主義思想時，（單方面）說會把一個孫中山像贈送給中大，以紀念辛亥革命100週年，而銅像在5月送到中大時，劉遵義以自己離任在即為理由，要求在下半年再安放銅像，並要候任校長沈祖堯教授上任後才決定。

## 私人生活
劉遵義曾經歷兩段婚姻，與前妻育有一名兒子。現任妻子麥嘉軒是張國榮的外甥女、其母為首任消費者委員會總幹事張綠萍，繼父為香港大學比較文學系前系主任亞巴斯，養父是前香港政府運輸司麥法誠，與其年齡相差22歲。兩人於2010年1月11日成婚。

## 曾擔任職務
- 中信資本控股有限公司副董事長
- 香港中文大學藍饒富暨藍凱麗經濟學講座教授
- 中國人民政治協商會議第十一屆全國委員會委員
- 香港特別行政區政府策略發展委員會委員
- 前香港特別行政區行政會議非官守成員
- 廉政公署貪污問題諮詢委員會委員
- 創新及科技督導委員會委員
- 外匯基金諮詢委員會及其轄下管治委員會和貨幣發行委員會之委員
- 前授勳評審委員會委員
- 台灣元智大學校務諮議委員

### 引用
1. ↑  . 東周網. 2009-11-14.
2. ↑  右老羅東避壽 偷閒流覽海山，聯合報，1955.04.13，第一版
3. ↑  劉世達夫人 于志賢病逝，香港工商日報，1960-01-30
4. ↑  http://www.cppcc.gov.cn/page.do?pa=2c90829522e164290122e16d726c0040&guid=11W001892&og=2c90489523198f38012319c65d4a00b7%5B%5D
5. ↑  . 明報. 2010年7月1日  [2010年7月3日]. （原始内容存档于2010年7月5日）.
6. 1 2 3 4 5 6 7  . 香港工商日報. 1961-07-28: 5  [2023-09-23].
7. 1 2 3 4 5  劉宇環. . 人間福報. 2016-06-08  [2023-09-23]. （原始内容存档于2017-08-04）.
8. 1 2 3 4 5 6 7  . 華僑日報. 1967-07-18: 9  [2024-03-17].
9. ↑  . 華僑日報. 1956-07-20: 9  [2023-08-12].
10. ↑  .   [2010-02-02]. （原始内容存档于2010-02-07）.
11. ↑  .   [2010-03-05]. （原始内容存档于2010-03-08）.
12. ↑  . 香港01. 2021年7月6日  [2021年7月6日]. （原始内容存档于2021年7月6日）.
13. ↑  . 香港01. 2021年7月6日  [2021年7月6日]. （原始内容存档于2021年7月6日）.
14. ↑  . HKSAR Government. 2021-07-06  [2021-07-06]. （原始内容存档于2021-07-06）.
15. ↑  .   [2010-06-07]. （原始内容存档于2013-06-07）.
16. ↑  .   [2010-06-13]. （原始内容存档于2010-06-15）.
17. ↑  劉遵義任政協 中大生嘲政治分贓 （页面存档备份，存于），明報，2008年02月05日
18. ↑  . 明報. 2008-10-22  [2010-06-17]. （原始内容存档于2008-11-01）.
19. ↑  . 明報. 03-06-2010  [2010-06-09]. （原始内容存档于2010-06-06）.
20. ↑  .   [2010-06-09]. （原始内容存档于2010-06-11）.
21. ↑  .   [2010-06-09]. （原始内容存档于2010-06-11）.
22. ↑  .   [2010-06-08]. （原始内容存档于2010-06-11）.
23. ↑  .   [2010-06-13]. （原始内容存档于2010-06-14）.
24. ↑  .   [2010-06-12]. （原始内容存档于2010-01-14）.
25. ↑  http://news.hkheadline.com/dailynews/headline_news_detail_columnist.asp?id=93166&section_name=wtt&kw=15